# 佐野川 (山梨県甲州市)
佐野川（さのがわ）は、山梨県甲州市を流れる富士川水系文珠川支流の一級河川。
総延長は、約3.95キロメートル。甲州市塩山上萩原を源流とする。
甲州市塩山上萩原萩原山に源を発し塩山カントリー倶楽部敷地内を流れた後、文珠川に合流する。